# 谭湾水库
谭湾水库是中国湖北省襄阳市宜城市境内的一座水库，位于新民大沟上，建于1975年。水库正常库容为1060万立方米，集雨面积为10平方千米，海拔为95米。